# Parc du Centenaire (Normandin)
Le parc du Centenaire est un établissement patrimonial dans la municipalité de Normandin.

## Voir plus